# Päiväsalmi (vid Aaslaluoto, Nådendal)
Päiväsalmi är ett sund i Finland. Det ligger i landskapet Egentliga Finland, i den sydvästra delen av landet, 170 km väster om huvudstaden Helsingfors.
Päiväsalmi ligger mellan Iso Maisaari i norr och Sakoluoto i söder. Sundet binder samman Kekkari i öster med Länsiaukko i väster.